# Brown & Sharpe

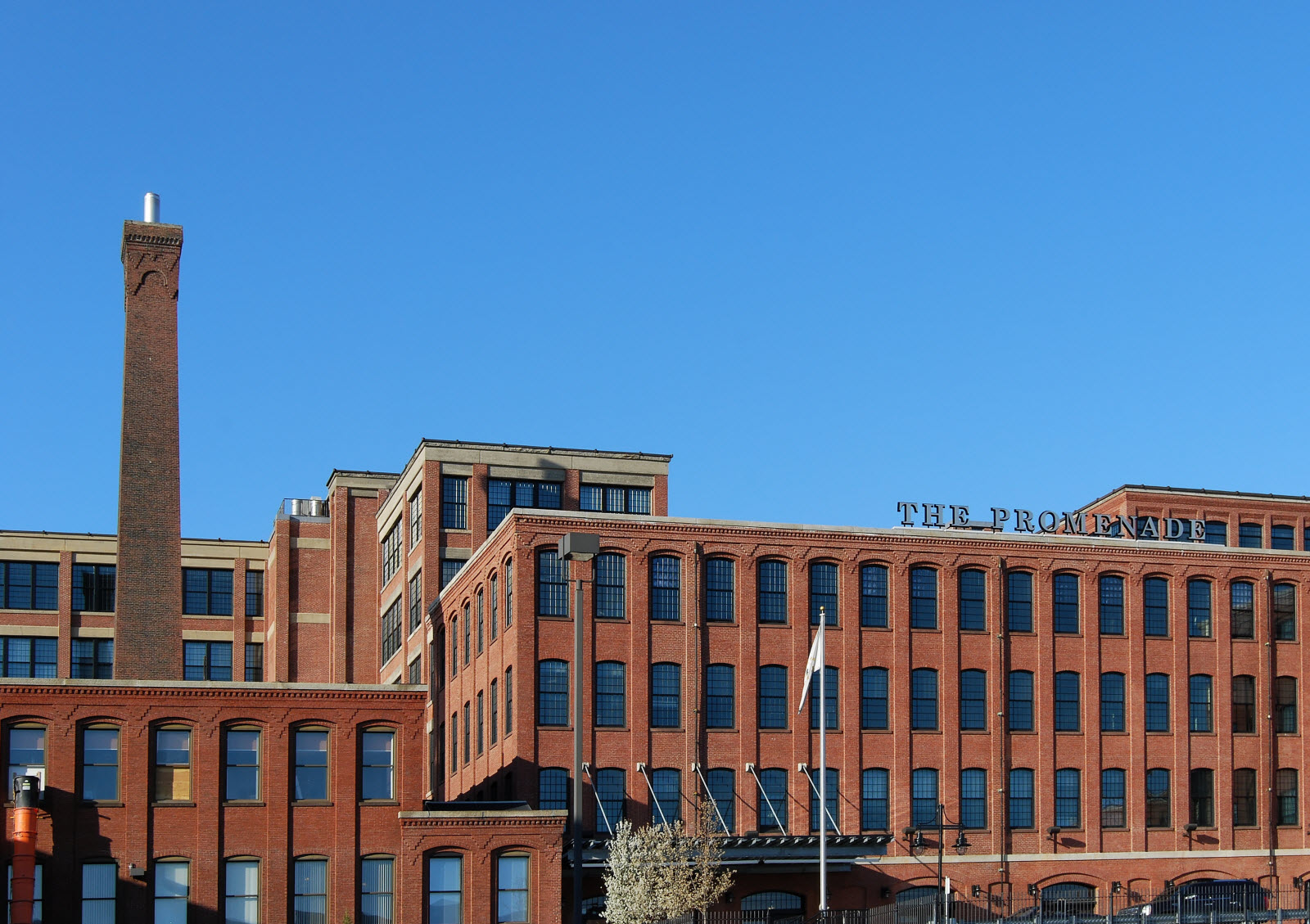
Ehemaliges Firmengebäude von Brown & Sharpe in Providence

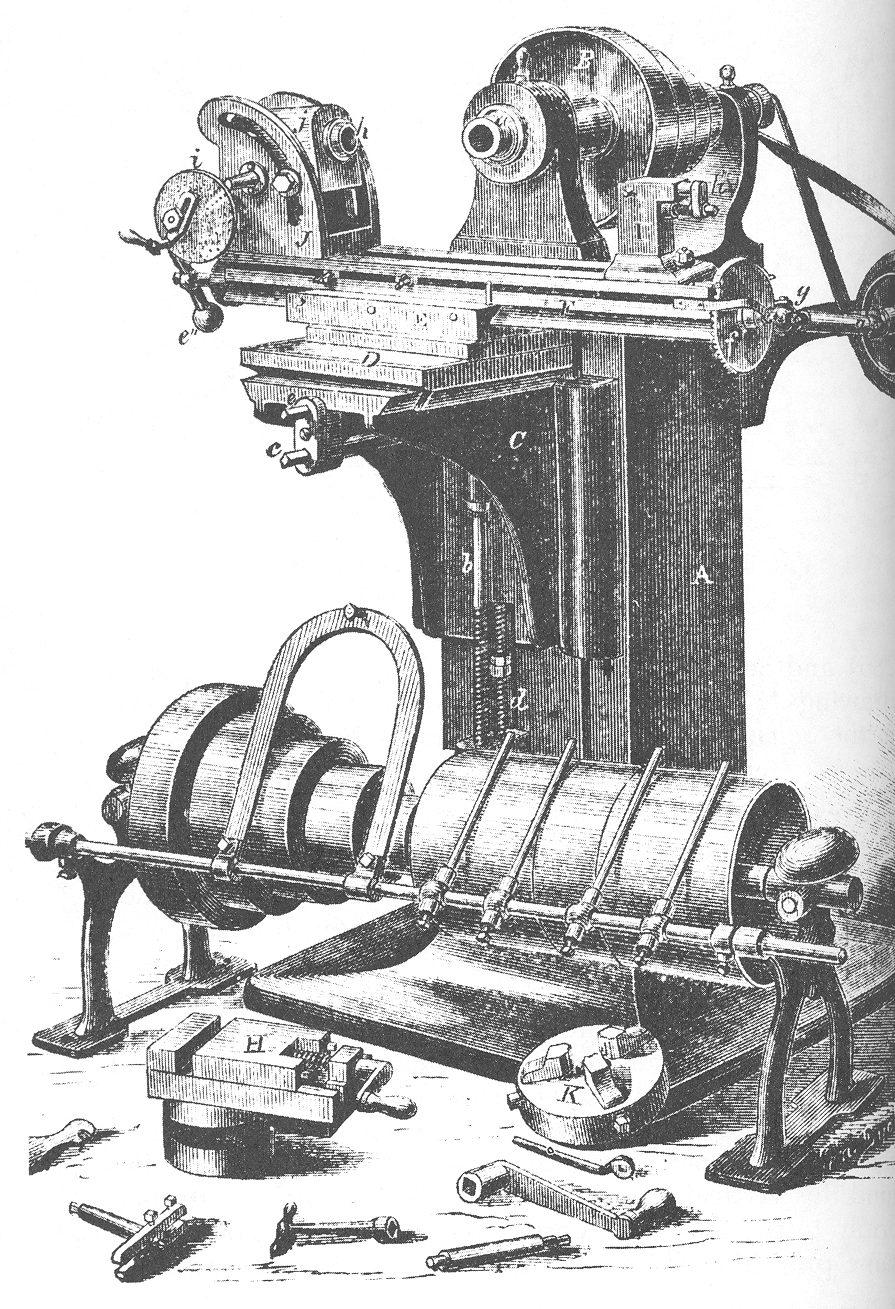
Werkzeugmaschinen von Brown & Sharpe, 1861

Das Unternehmen Brown & Sharpe war im 19. und 20. Jahrhundert ein Maschinenbauunternehmen im nordamerikanischen Raum. Das Unternehmen umfasste die Entwicklung und Herstellung von Werkzeugen wie Fräsmaschinen und Messmittel wie Messschrauben und Messuhren. Verschiedene, insbesondere in den USA gebräuchliche Industriestandards gehen auf das Unternehmen zurück, wie die Festlegung von Drahtdurchmessern im AWG-System oder Maschinenelemente in Form des Brown & Sharpe- Konus, vergleichbar mit dem in europäischen Maschinenbau üblichen Morsekegel.

## Geschichte
Das Unternehmen wurde als Uhrmachergewerbe 1833 von David Brown und seinen Sohn Joseph Rogers Brown als David Brown & Son in Providence, US-Bundesstaat Rhode Island gegründet. 1848 kam Lucian Sharpe zu dem Unternehmen, 1853 erfolgte die Umbenennung in Brown & Sharpe. Joseph R. Brown war der Erfinder, während Lucian Sharpe den geschäftlichen Teil übernahm. Im Jahr 1861 wurde die erste Universalfräsmaschine entwickelt und hergestellt – Bedeutende Auftraggeber waren zu der Zeit die Union Army mit Aufträgen zur Herstellung von Büchsenläufen für den Einsatz im Sezessionskrieg.
Ende des 19. Jahrhunderts erreichte der Beschäftigtenstand über 1500 Arbeiter, der Spitzenwert mit über 11.000 Beschäftigten wurde während des Zweiten Weltkrieges im Jahr 1943 erreicht. Die Unternehmensgeschichte ist durch mehrere, teilweise monatelange dauernde Streiks und deutliche Veränderung des Beschäftigungsstandes gekennzeichnet. Mitte der 1950er Jahre erfolgte eine internationale Ausweitung der Geschäfte, zunächst nach England, in Folge wurden in mehreren unterschiedlichen europäischen Ländern Maschinenbauunternehmungen aufgekauft.
Brown & Sharpe geriet Anfang des Jahres 2000 in finanzielle Schwierigkeiten und wurde an die Hexagon-Unternehmensgruppe verkauft. Der Name Brown & Sharpe besteht als Marke im Rahmen der Division Hexagon Metrology mit Ausrichtung auf verschiedenste Produkte im Bereich der Metrologie weiter.